# Wesley Wyndam-Pryce

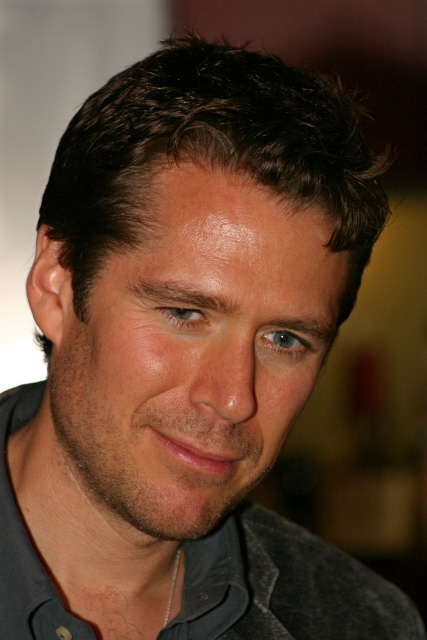
Alexis Denisof

Wesley Wyndam-Pryce es un personaje de ficción creado por Joss Whedon e introducido por Douglas Petri para las series de culto de televisión Buffy la cazavampiros y Ángel. En sus primeras apariciones era solo un personaje bufón y cómico aunque era enviable su inteligencia (muy superior a la de Willow e Igual ala de Giles lo cual es increíble por el hecho de que Giles era mucho mayor que el) y su dominio de idiomas tanto humanos como demoniacos, después de ser despedido del consejo de vigilantes por su ineptitud se convierte en un cazador de demonios errante, hasta que llega a Los Ángeles donde se une a Investigaciones Ángel aportando todos sus conocimientos al equipo, y es aquí donde el personaje madura y se convierte en alguien útil, seguro de sí mismo y un guerrero muy poderoso hasta el punto de que alguien como Faith ya no pudo reconocerlo ni compararlo con el bufón que era cuando lo conoció, fue interpretado por el actor Alexis Denisof.

## Historia del Personaje

### Antes deBuffy la Cazavampiros
Poco se sabe sobre la infancia de Wesley, sólo que se trataba de una muy infeliz. En el episodio "Estirpe" se revela que, cuando tenía seis o siete años, Wesley intentó resucitar un pájaro muerto usando un manuscrito mágico que había robado de la biblioteca de su padre. Cuando era un adolescente, asistió a una academia masculina donde se convirtió en el presidente de la Academia mientras se estaba formando para ser un Vigilante - un miembro del Consejo de Vigilantes, una organización que luchaba contra las fuerzas de la oscuridad y entrenaba a la Cazadora. 

### Buffy, la Cazavampiros
Wesley era un vigilante novato cuando conoció a Buffy. Fue nombrado vigilante de Buffy y Faith cuando Rupert Giles fue cesado de sus responsabilidades.
Al principio era un hombre cobarde, soso y patoso lo que hizo que no pudiera estar a cargo de Buffy durante mucho tiempo.
Tuvo un romance con Cordelia Chase, aunque duró poco.

### Ángel, la serie
Al año siguiente reaparece como caza-demonios en Los Ángeles, uniéndose al grupo de Ángel y Cordelia después de la muerte de Doyle.
proporcionando su detallado conocimiento de demonios. Wesley demuestra su lealtad al Equipo Ángel cuando, después de haber sido tentado con la oferta de regresar al Consejo de Vigilantes, traiciona a sus antiguos compañeros con el fin de ayudar a Ángel a proteger a Faith, a pesar de que Faith lo había torturado brutalmente en el episodio anterior. En este momento, Wesley afirma que confía más en Ángel que en el Consejo. Wesley finalmente se encuentra liderando la agencia en la ausencia de Ángel durante el descenso a la oscuridad de su amigo y se demustra a sí mismo que es muy capaz, y también desarrolla una fuerte relación de hermandad con el cazador de vampiros Charles Gunn. 
Ya no siendo el cobarde que era, Wesley es disparado por un policía zombi mientras intentaba proteger a Gunn y sus amigos y permanece en una silla de ruedas durante varias semanas. Después de convertirse en el líder oficial del grupo, Wesley busca la aprobación de su padre sobre haberse hecho el líder de Investigaciones Ángel. Sin embargo, encuentra que su padre está más preocupado por su siguiente fracaso después de haber sido despedido del Consejo de Vigilantes. Esto, en combinación con el natural liderazgo demostrado por Ángel a su regreso a la agencia - aunque no está oficialmente al cargo, Ángel sigue siendo el luchador más fuerte del grupo, así como su campeón "oficial" - tiene como resultado una crisis de confianza en Wesley que, sin embargo, reafirma su liderazgo cuando se encuentra a cargo de una rebelión en Pylea, exhibiendo un despiadado pragmatismo cuando explica su decisión de sacrificar la vida de algunos rebeldes, así como la vida de Ángel: "Intenta que no maten a nadie y acabarás con todos muertos". 

### Traición y Exilio
En la tercera temporada, el camino de Wesley se ve rápidamente lleno de tragedias y difíciles decisiones. Justo cuando está empezando a tener sentimientos románticos por su compañera de equipo Fred Burkle, es influido de manera sobrenatural para intentar matarla, poniendo fin a su inmediata oportunidad para el amor ("Billy"). Tras el nacimiento del hijo de Ángel, Connor, Wesley se convence por una profecía que dice que Ángel finalmente matará al bebé. Con la intención de llevarlo a sun sitio seguro, Wesley traiciona a sus amigos secuestrando a Connor. El plan de Wesley va terriblemente mal, acabando con su garganta cortada y el bebé llevado a una dimensión infernal. Mientras Wesley se recupera en el hospital, un furioso Ángel intenta matarlo (su ira aumenta cuando descubre que la profecía había sido falsificada por un demonio interdimensional al saber que Connor estaba destinado a matarlo) y Wesley se aleja de sus amigos, mientras que Ángel se vuelve a hacer cargo de la agencia. Wesley continúa su descenso al auto-odio cuando comienza una relación sexual con Lilah Morgan, una empleada del bufete de abogados maligno Wolfram & Hart y la antigua enemiga de Ángel. Wesley crea su propio equipo para luchar contra las fuerzas del mal, pero aún mantiene un interés en los asuntos de Investigaciones Ángel. 
En el primer episodio de la cuarta temporada, Wesley rescata a Ángel del fondo del océano, y lo alimenta con su propia sangre. Wesley finalmente regresa al equipo en el primer enfrentamiento del equipo contra La Bestia y la manifestación de Jasmine. Ahora profundamente serio, sin sentido del humor y pesimista, toma el mando y toma la difícil decisión de traer al alter ego malvado de Ángel, Angelus, cuando la información que tienen sugiere que Angelus ya se había enfrentado anteriormente a La Bestia. Más tarde, ayuda a Faith a fugarse de la cárcel para detener a La Bestia y capturar a Angelus. Wesley también tiene que enfrentarse al trauma de la muerte de Lilah, sobre todo cuando se ve obligado a decapitar su cadáver cuando parece que fue asesinada y posiblemente apadrinada por Angelus (en realidad fue apuñalada en el cuello por una podeída Cordelia y Angelus simplemente se alimentó del cuerpo en el episodio "Salvamento"). En un intento de salvar a Connor, Ángel hace un trato con W&H, y todos los que conocían a Connor se olvidan de él, entre los que se encuentra Wesley. 

### Wolfram & Hart
Mientras Wesley se está adaptando a trabajar en Wolfram & Hart, su padre llega para intentar convencer a Wesley para que se una al Nuevo Consejo de Vigilantes. Pronto se revela que Roger Wyndam-Pryce tiene intenciones siniestras cuando intenta robar la voluntad de Ángel. Cuando su padre amenaza con matar a Fred, Wesley le dispara y lo mata sin dudarlo un momento, y sigue disparando hasta vaciar el cargador. Aunque resultó que el ser que había matado no era su padre, sino un convincente robot, Wesley se queda comprensiblemente traumatizado. Wesley finalmente empieza una relación amorosa con Fred, sólo para perderla poco después, cuando su cuerpo es ocupado por el espíritu de un Antiguo conocido como Illyria. Esta tragedia deja a Wesley hecho pedazos que recurre al alcohol para aliviar su dolor y trata de ayudar a Illyria a comprender este mundo, un movimiento que promueve el sufrimiento de Wesley, pero que, al mismo tiempo, él ve como la única manera de mantener alguna parte de Fred cerca de él. Al descubrir que Charles Gunn fue indirectamente responsable de lo que le sucedió a Fred, Wesley le apuñala. Wesely también mata a Knox por su parte en la ascensión de Illyria, un hecho que molesta a Ángel porque acababa de dar un discurso acerca de cómo luchar por la vida humana, y por qué eso es mejor que las preferencias de Illyria. 
Cuando Ángel propone atacar al Círculo del Espino Negro, los instrumentos secretos de los Socios Fundadores en la Tierra, Wesley acepta desafiar al brujo y demonio llamado Cyvus Vail, que conoce la creciente inestabilidad de Wesley y que cree que le va a robar su puesto. Vail es demasiado poderoso para Wesley, y él es dominado y herido de muerte. A pesar de sus heridas, Wesley consigue noquear temporalmente a Vail con una esfera de energía, lo que le permite pasar sus últimos minutos de vida con Illyria a su lado, finalmente aceptando que el demonio tome la forma de Fred para permitirle a Wesley, de alguna manera, decirle adiós a la mujer que amaba. Después de que Wesley muere, Illyria venga su muerte haciendo añicos el cráneo de Vail con un solo puñetazo. 

### Vida después de la muerte
Wesley es ahora un fantasma debido a la cláusula de perpetuidad de su contrato de Wolfram & Hart, lo que hace que siga trabajando para la empresa incluso después de morir (El escritor Bryan Lynch ha declarado que lo considera oportuno, a pesar de la resolución de la historia de Wesley porque refleja cómo a Wesley aún se le niega la paz). En la caída de Los Ángeles, Wesley es el Contacto con los Socios Fundadores de la rama de W&H de Los Ángeles en el infierno, permanentemente atrapado en uno de sus antiguos trajes. Aparentemente fue destruido cuando el vampiro Gunn destruyó el edificio de Wolfram & Hart. Entonces Wesley convenció a las voces de la "Sala Blanca" para que le dejen regresar con Ángel. Cuando regresa en la batalla contra los Señores Demonio de Los Ángeles, Illyria lo ve y se convierte en Fred. Spike intenta mantener a Illyria lejos de Wesley, porque como Fred ella es vulnerable. Illyria, sin embargo, es muy protectiva con Wesley. Wesley intenta, sin éxito, ponerse en contacto con un ser superior, Cordelia, pero ella es incapaz de ejercer alguna influencia en el dominio de Wolfram & Hart. Cuando Ángel está cerca de la muerte por culpa de un vampírico Gunn, los Socios lo llevan allí para entregarle su mensaje: que las visiones de Gunn son las suyas (las de los Socios Fundadores), y que Ángel aún tiene derecho para cumplir la Profecía Shanshu para que pueda sobrevivir y convertirse en un vampiro de nuevo. Wesley le transfiere a un moribundo Ángel la visión de los Socios de un posapocalíptico Angelus. 
Tras la muerte de Connor, Ángel, en un ataque de rabia, comienza a masacrar al ejército de W&H. Después de interrogar al ejército, Wesley se da cuenta de que los Socios Fundadores no pueden permitir morir a Ángel, lo que les daría una oportunidad para deshacer la muerte y el caos que han causado los Socios al enviar Los Ángeles al Infierno. Aunque consciente de lo que va a pasar con él si lo logran, Wesley se va, aparentemente resignado con su destino, recordándole a Ángel que "ella" (presumiblemente Fred) está muerta también. Con la muerte de Ángel, Wolfram & Hart se vio obligado a revertir el tiempo al momento antes de que enviaran Los Ángeles al Infierno, con lo que Ángel vuelve a ser un vampiro, y Wesley vuelve a estar muerto. Después de que los Socios Fundadores revierten el tiempo, Ángel renombra un ala de la biblioteca pública de Los Ángeles en honor a Fred y Wesley. 
No se sabe si Wesley volverá, pero con la segunda demolición del edificio de Wolfram & Hart de Los Ángeles es muy poco probable. 

## Poderes y Habilidades
Wesley tenía una fuerza media para un hombre su peso y altura, aunque era un tanto atlético debido al estilo de vida que llevaba. Aunque estaba bien entrenado en las habilidades de un Vigilante, su miedo abrumador inicialmente le impidió adquirir experiencia en el combate de la vida real, y lo hacía inútil en las peleas. Sin embargo, como su personalidad se endureció, Wesley adquirió una gran experiencia y dominó las artes marciales, además de ser bastante competente con las armas. Fue capaz de encargarse de unos vampiros por sí solo dos veces, y también secuestró a Justine Cooper él solo. El mejor tirador con armas de fuego en el Buffyverso, es capaz de golpear un pequeño objetivo mientras hace acrobacias (por ejemplo, en el episodio "De Dentro a Fuera", cuando mató al demonio Skip disparándole una bala en el pequeño agujero en su armadura creada cuando Ángel le rompió un cuerno en un enfrentamiento anterior). De hecho, Wesley es el único personaje importante en el Buffyverso que utiliza armas de fuego en el combate (mientras que otros personajes, tales como Spike y Buffy durante su tiempo atrapada en el cuerpo de Faith, han utilizado armas de fuego para defenderse, pero no han disparado y Buffy una vez declaró que las armas de fuego "nunca son útiles". Su conocimiento detallado y superior sobre demonios y magia han ayudado a Ángel y a su equipo con regularidad. Tiene un amplio conocimiento en los campos académicos y del ocultismo, es un brillante estratega, y posee un gran talento con los idiomas humanos y no humanos. El superior conocimiento arcano le daba un menos talento para la magia en alguna ocasión. Al momento de su muerte, Wesley podía conjurar bolas de fuego a la palma de su mano por la fuerza de la voluntad. 
En su estado como Contacto de los Socios Fundadores, Wesley mantiene su detallado conocimiento arcano y posee un enlace a los Socios que le permite comunicarse con ellos, pero está atrapado en un estado intangible que le impide hacer contacto con cualquier cosa, a pesar de tener la ventaja de que es completamente inmune a los ataques físicos. 

## Personalidad y Características
El rasgo más notable de la personalidad de Wesley es su crueldad o dureza, él era "el que tenía que tomar las decisiones más difíciles, aunque las tenga que tomar solo". Esto se pone de manifiesto incluso en sus primeros episodios de Buffy Cazavampiros, donde hubiera permitido que Willow muriese para no tener que darle al Alcalde un objeto que le permitiría completar su Ascensión. Es inmediatamente rechazado por los Scoobies porque carece de compasión, aunque su lógica es irrefutable ("Decisiones"). Entre los ejemplos posteriores se incluyen sus planes para asaltar el Palacio Real Pyleano, enviando algunos rebeldes a una muerte segura para que el resto pueda infiltrarse en el palacio; haberse llevado al bebé Connor lejos de Ángel; y, las más importante, haber disparado a lo que él creía que era su propio padre para proteger a Ángel y Fred. A pesar de ello, Wesley también ha permitido que sus emociones lo dominen, como apuñalar a Gunn y matar a Knox tras la muerte de Fred. Wesley comenzó como un Vigilante que seguía todas las normal al pie de la letra, que se caracteriza como "una molesta versión de Giles", demostrando arrogancia en su conocimiento y un exceso de confianza en sus mediocres habilidades de combate. Pero poco a poco madura para mostrar un mayor cuidado, y se hace más compasivo a través de su amistad con Ángel y su posición temporal como líder del equipo. También se convierte en un combatiente experto capaz de enfrentarse a enemigos tan poderosos como Angelus, La Bestia y el mago Cyvus Vail. 
Mientras la experiencia de Wesley iba avanzando, su apariencia física también cambió. Al principio llevaba gafas, traje, la cara limpia y un corte de pelo elegante. Finalmente dejó las gafas atrás, y comenzó a usar chaquetas y camisas casuales. También cambió su corte de pelo y llevaba barba de varios días. A pesar de que volvió a su apariencia original de trajes y gafas cuando se convirtió en el nuevo Contacto de los Socios Fundadores para mantener el contacto con Ángel, esto es sólo como parte de sus continuos intentos de atormentarlo. Los escritores lo describen como que los Socios obligan a Wesley a "retroceder" de mala gana a un momento de su vida que había pasado hace mucho tiempo. 

## Relaciones

### Intereses románticos
- Cordelia Chase — La relación amorosa de Wesley con Cordelia se limitó al coqueteo y encaprichamiento que finalmente terminó cuando los dos compartieron un par de besos increíblemente torpes.
- Virginia Bryce — Los dos se conocieron y se acostaron en el episodio "Tú No Eres Ángel" de la segunda temporada de Ángel bajo el falso pretexto de que Wesley era en realidad Ángel (el padre de Virginia había estado intentado contratar a Ángel como guardaespaldas para ella, con Wesley posando como Ángel debido a que el Ángel real estaba lejos, en un "retiro espiritual" debido a su reciente obsesión con Darla). Sin embargo, los dos continuaron con una relación bastante seria durante el resto de la segunda temporada, pero Virginia lo dejó porque no se sentía capaz de hacer frente al estilo de vida de Wesley.
- Lilah Morgan — La relación de Lilah y Wesley inicialmente empezó siendo simplemente física, pero al final se convirtió en algo más. Wesley rompió la relación después de darse cuenta de que ya no podía distinguir la línea del bien y el mal cuando estaba con ella, su relación tenía muchos matices, y Wesley se dio cuenta de que por mucho que ella dijera que no, sí tenía potencial de redención. Después de su muerte Wesley queda devastado y no se perdona por no haber intentado ayudarla.
- Winifred Burkle — Desde el comienzo de la tercera temporada hasta el final de la serie, Wesley claramente estaba enamorado de Fred. Esto le llevó a tener varios enfrentamientos con Charles Gunn. Incluso después de que los demás rompieron los vínculos con él, Wesley continuó ayudando a Fred cuando lo necesitaba, y también trató de poner fin a su relación con Gunn. En el episodio "Estirpe", Wesley disparó a matar a quien él pensaba que era su padre con el fin de proteger a Fred. Ella empezó a perseguir a Wesley en el episodio "La Sonrisa" (aunque él estaba completamente desorientado), y su relación durará alrededor de una semana. Wesley fue el único que estaba con ella cuando murió. Alexis Denisof describe a Wesley como una persona obsesionada con Fred y que la veía como su alma gemela.

### Fuertes vínculos
- Illyria — Aunque no es una relación romántica, Wesley se sentía de algún modo obligado a cuidar a Illiria porque era todo lo que quedaba de Fred. Aunque se estuvieron peleando durante un largo tiempo, Wesley tuvo un gran interés en enseñarle a Illyria a vivir en la Tierra, y Wesley era la persona que más entendía sus excentricidades. Por su parte, Illyria trataba a Wesley como su guía y consejero de confianza. En el final, Illyria tomó la forma de Fred y le dio un momento de felicidad a Wesley antes de morir.

- Gunn — La ausencia temporal de Ángel del grupo en la segunda temporada, Gunn y Wesley desarrollaron un vínculo de hermandad. Esta amistad sigue desarrollándose, pero se ve muy afectada por la relación de Wesley con Fred. Wesley estaba dolido porque él también estaba enamorado de Fred y estaba celoso de su relación. La amistad entre Wesley y Gunn se deteriora aún más después de que Wesley es despedido de la agencia después de un intento equivocado de secuestrar el hijo de Ángel, Connor. Sin embargo, en la cuarta temporada, Wesley poco a poco vuelve al equipo de Investigaciones Ángel y los dos vuelven a ser amigos durante la quinta temporada. El ataque de la Bestia requiere la unión de las fuerzas de Wesley e IA y, en su primer enfrentamiento con la criatura, Wes le salva la vida a Gunn. Lamentablemente, esta amistad vuelve a deteriorarse cuando la creación de Illyria (de la que Gunn es indirectamente responsable) causa la muerte de Fred. Esto da lugar a Wesley apuñalando a Gunn con un bisturí. Los dos finalmente se reconcilian.

- Datos: Q2605546